# کوزی زوئلسدورف
کوزی زوئلسدورف (انگلیسی: Cozi Zuehlsdorff؛ زادهٔ ۳ اوت ۱۹۹۸) بازیگر و خواننده اهل ایالات متحده آمریکا است.
از فیلم‌ها یا برنامه‌های تلویزیونی که وی در آن نقش داشته‌است، می‌توان به داستان دلفین اشاره کرد.